# Music & Me (Nate Dogg)
Music & Me è il secondo album del rapper/cantante Nate Dogg. Nell'album vi sono tanti ospiti importanti della West Coast come Dr. Dre, Snoop Dogg, Xzibit, Kurupt, Jermaine Dupri e Tha Eastsidaz; ma vi sono anche artisti come Ludacris e Pharoahe Monch. L'album è stato spinto dal singolo I Got Love e nell'album vi è incluso anche un remix della stessa con Fabolous, B.R.E.T.T. e Kurupt.

## Tracce
1. I Got Love
2. Backdoor
3. Keep It G.A.N.G.S.T.A. (ft. Xzibit & Lil' Mo)
4. I Pledge Allegiance (Intro)
5. I Pledge Allegiance (ft. Pharoahe Monch)
6. You Woman Has Just Been Sighted (Ring The Alarm) (ft. Jermaine Dupri)
7. Your Wife  (ft. Dr. Dre)
8. Can't Nobody (ft. Kurupt)
9. Another Short Story
10. Concrete Streets
11. Real Pimp (ft. Ludacris)
12. Ditty Dum Ditty Doo (ft. Snoop Dogg & Tha Eastsidaz)
13. Music & Me
14. I Got Love (Remix) (ft. Fabolous, B.R.E.T.T., Kurupt)

## Classifiche
| Classifica (2001)           | Posizione più alta |
| --------------------------- | ------------------ |
| Francia                     | 52                 |
| Stati Uniti                 | 32                 |
| Stati Uniti (R&B & hip-hop) | 3                  |